# アレクサンドル・ヴラジスラブレフ
アレクサンドル・パーヴロヴィチ・ヴラジスラヴレフ（ウラジスラブレフ、Александр Павлович Владиславлев、1936年5月21日 - 2017年11月8日）は、ソビエト連邦およびロシアの実業家、政治家。モスクワ出身。ロシア産業企業家同盟副議長、国際関係委員長、教育大臣および下院議員を歴任。